# فرانك تي كاري
فرانك تي كاري (بالإنجليزية: Frank T. Cary)‏ هو شخصية أعمال أمريكي، ولد في 14 ديسمبر 1920، وتوفي في 2006 في دارين في الولايات المتحدة.

## وصلات خارجية
- فرانك تي كاري على موقع مونزينجر (الألمانية)